# Sophie Papps
Sophie Papps (ur. 3 października 1994) – brytyjska lekkoatletka, sprinterka. 
W 2011 triumfowała w biegu na 100 metrów podczas europejskiego festiwalu młodzieży i igrzysk Wspólnoty Narodów młodzieży. Na tej drugiej imprezie zdobyła także złoto w sztafecie 4 × 100 metrów. W 2012 zajęła 6. miejsce w biegu na 100 metrów podczas światowego czempionatu juniorów w Barcelonie. Rok później została wicemistrzynią Europy juniorów na dystansie 100 metrów. Medalistka juniorskich mistrzostw kraju.

## Osiągnięcia
| Rok  | Impreza                              | Miejsce   | Konkurencja             | Lokata     | Wynik  |
| ---- | ------------------------------------ | --------- | ----------------------- | ---------- | ------ |
| 2011 | Olimpijski festiwal młodzieży Europy | Trabzon   | bieg na 100 metrów      | 1. miejsce | 11,82  |
| 2011 | Igrzyska Wspólnoty Narodów młodzieży | Douglas   | bieg na 100 metrów      | 1. miejsce | 11,53w |
| 2011 | Igrzyska Wspólnoty Narodów młodzieży | Douglas   | sztafeta 4 × 100 metrów | 1. miejsce | 46,19  |
| 2012 | Mistrzostwa świata juniorów          | Barcelona | bieg na 100 metrów      | 6. miejsce | 11,54  |
| 2012 | Mistrzostwa świata juniorów          | Barcelona | sztafeta 4 × 100 metrów | -          | DSQ    |
| 2013 | Mistrzostwa Europy juniorów          | Rieti     | bieg na 100 metrów      | 2. miejsce | 11,72  |
| 2014 | Halowe mistrzostwa świata            | Sopot     | bieg na 60 metrów       | półfinał   | 7,30   |
| 2014 | Igrzyska Wspólnoty Narodów           | Glasgow   | bieg na 100 metrów      | półfinał   | 11,61  |

## Rekordy życiowe
- Bieg na 60 metrów (hala) – 7,22 (2014)
- Bieg na 100 metrów – 11,27 (2016)
- Bieg na 200 metrów – 23,30 (2014)